# James McNeill Whistler
James Abbott McNeill Whistler (ur. 10 lipca 1834 w Lowell, Massachusetts, Stany Zjednoczone, zm. 17 lipca 1903 w Londynie, Wielka Brytania) – amerykański malarz i grafik, aktywny głównie w Anglii. Po śmierci matki w 1881 roku James dodał do swojego nazwiska panieńskie nazwisko matki – McNeill.
Syn oficera, kontynuował rodzinną tradycję uczęszczając przez kilka lat do West Point, skąd go zwolniono za braki w dziedzinie chemii. W 1855 wyjechał do Paryża, gdzie zetknął się z Édouardem Manetem, Charles'em Baudelaire'em i Henri Fantin-Latourem. W 1859 przyjechał do Londynu, następnie wiele podróżował. W 1863 wystawiał w Salonie Odrzuconych. W 1890 osiadł w Paryżu. Jego twórczość, związana z wczesną fazą impresjonizmu, wykazuje także wpływ Gustave`a Courbeta oraz grafiki japońskiej, której był jednym z pierwszych odkrywców i entuzjastów. W swych obrazach kładł nacisk na zagadnienia kolorystyczne, zestawiając układy barwne na wzór kompozycji muzycznych, stosował subtelne, prawie monochromatyczne zestawienia kolorów. Jako grafik uprawiał akwafortę i litografię.

## Biografia i twórczość
James McNeill Whistler urodził się w Stanach Zjednoczonych w 1834 jako syn znanego inżyniera kolejowego George’a Washingtona Whistlera i jego drugiej żony Anny Matildy McNeill. W 1843 George Whistler przeniósł się z rodziną do Sankt Petersburga w Rosji, gdzie młody James pobierał lekcje malarstwa.

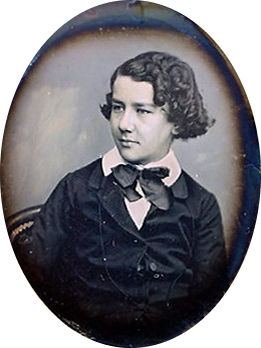
Whistler w latach 1847–1849

Lata 1847–1848 Whistler spędził w Londynie wśród krewnych, podczas gdy jego ojciec pracował nadal w Petersburgu, gdzie zmarł w 1849.
Po pobycie w Anglii James Whistler powrócił do Ameryki, żeby w 1851 zostać słuchaczem akademii wojskowej West Point. W 1854 został usunięty z akademii za brak postępów w nauce (chemia) i niedostateczną dyscyplinę.
W 1855 wyjechał z powrotem do Europy, postanawiając poświęcić się malarstwu. Początkowo osiadł w Paryżu, gdzie m.in. uczęszczał do Ecole Impériale et Spéciale de Dessin w Paryżu, ale w 1859 przeniósł się do Londynu, gdzie miał spędzić większość swego życia. W Londynie spotkał Gabriela Rosettiego i innych członków Bractwa Prerafaelitów, którzy później wywarli głęboki wpływ na jego twórczość.

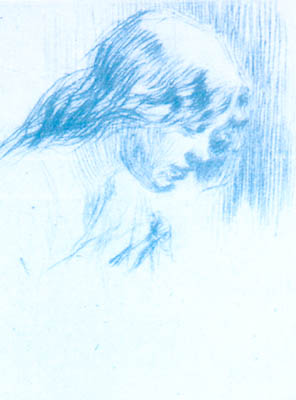
Rysunek Joanny Hiffernan, wykonany przez Whistlera

W Londynie spotkał też Joannę Hiffernan, modelkę, która miała zostać jego kochanką. Ich stosunki były określane jako „małżeństwo bez błogosławieństwa kościelnego”. Z udziałem Hiffernan jako modelki powstał m.in. znany cykl trzech obrazów zatytułowany Symfonia w bieli.
W 1865 Whistler współpracował z Gustave’em Courbetem. Spotkał też Alberta Moore’a; obaj stali się wyznawcami filozofii sztuka dla sztuki. W 1866 z powodów rodzinnych i politycznych Whistler wyjechał do Valparaiso (Chile), gdzie namalował kilka obrazów, w tym Nokturn w błękicie i złocie – zatoka w Valparaiso.
W 1870 ze związku Whistlera z Joanną Hiffernan urodził się ich nieślubny syn Charles Hanson.
W 1871 Whistler namalował portret matki, zatytułowany Aranżacja szarości i czerni nr 1: matka artysty, potocznie: Matka Whistlera, najbardziej znany obraz artysty i jeden z najsłynniejszych amerykańskich obrazów znajdujących się poza granicami Stanów Zjednoczonych.
W tym samym roku artysta rozpoczął też malowanie cyklu obrazów pod wspólnym tytułem: „nokturny”, który zasugerował mu F. R. Leyland. Pierwszym obrazem z tego cyklu był Nokturn w błękicie i srebrze – Chelsea.
W latach 1872–1877 Whistler namalował kolejny obraz z tego cyklu, zatytułowany Nokturn w czerni i w złocie – spadająca raca. Obraz został po raz pierwszy wystawiony w 1878 w londyńskiej Grosvenor Gallery i spotkał się z kompletnym niezrozumieniem ze strony londyńskiej publiczności wychowanej na obrazach prerafaelitów. Znany krytyk sztuki John Ruskin skrytykował dzieło Whistlera nazywając je „kubłem farby wylanym w twarz publiczności”. W odpowiedzi na te komentarze Whistler oskarżył Ruskina o zniesławienie. Wygrał proces, ale uzyskał tylko nieznaczne odszkodowanie. Koszty procesu doprowadziły Whistlera do bankructwa. W 1879 dom artysty został sprzedany, a on sam wyjechał do Wenecji, żeby wykonać 12 akwafort na zlecenie Towarzystwa Sztuk Pięknych. Do Londynu powrócił w 1880. Akwaforty zostały wystawione w Londynie w 1880 i 1883 oraz na wystawie Wunderlicha w Nowym Jorku w 1883.
Pierwszy zestaw akwafort weneckich, obejmujący 12 prac, został opublikowany w 1880 a zestaw drugi (26 akwafort) w 1886. Whistler wykonał też, choć nigdy nie opublikował, kilka dalszych zestawów, w tym Zestaw Jubileuszowy (Jubilee Set) w 1887 i Zestaw Renesansowy we Francji w 1888 i Amsterdamie w 1889.
Artysta dużo podróżował po Anglii i Europie kontynentalnej. Jego prace były wystawiane w Europie i Ameryce. W 1883 w Nowym Jorku na wystawie Pedestal Fund Art Loan Exhibition zaprezentowano jego pierwszą akwarelę, Śnieg, namalowaną w Amsterdamie w 1882. W 1884 razem ze swoimi wychowankami, urodzonym w Australii Mortimerem Menpesem i urodzonym w Niemczech Walterem Sickertem malował morskie pejzaże w St. Ives.

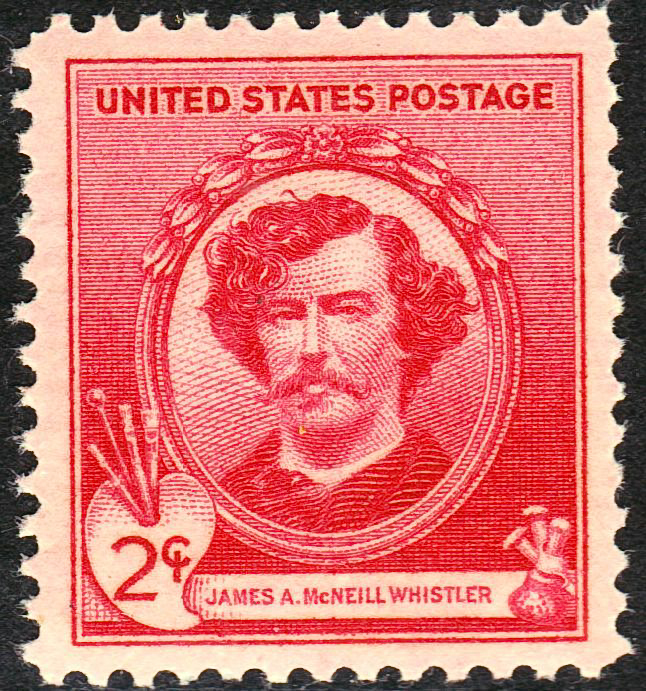
Znaczek pocztowy poświęcony Whistlerowi, wydany w 1940 przez US Post Office

W 1884 namalował Aranżację czerni – portret Señora Pablo de Sarasate. Obraz był wystawiany w Londynie, Hamburgu, Paryżu i na koniec, w 1896, w Pittsburghu, gdzie został zakupiony przez tamtejszy Carnegie Museum of Art, pierwszą amerykańską publiczną galerię, która kupiła jego pracę.
In 1886 Towarzystwo Artystów Brytyjskich (Society of British Artists) w Londynie, w nadziei na ożywienie działalności, wybrało Whistlera na swego prezesa. Whistler na nowym stanowisku dał się poznać jako autokrata a reformy, których się podjął, nie wzbudziły uznania, więc został zmuszony do rezygnacji.
W 1888 Whistler ożenił się z Beatrix, wdową po Edwardzie Williamie Godwinie. Była ona artystką i projektantką i pozowała Whistlerowi do kilku litografii, w tym do Duetu (1894). Najbardziej przejmujące z litografii: Na Balkonie i Siesta ukazują Beatrix umierającą na raka (zmarła w 1896).
W 1890 wydawnictwo William Heinemann opublikowało zbiór listów i pamfletów Whistlera The Gentle Art of Making Enemies.
W 1896 Whistler został wybrany na pierwszego prezesa Międzynarodowego Towarzystwa Rzeźbiarzy, Malarzy i Rytowników (International Society of Sculptors, Painters and Gravers).
Whistler zmarł w Londynie 17 lipca 1903.

## Najważniejsze dzieła

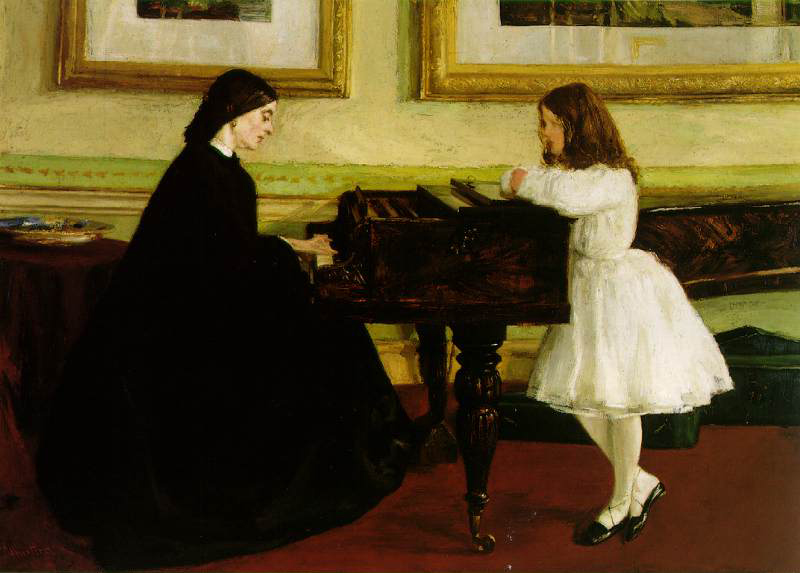
Przy fortepianie, 1858-59, Taft Museum of Art
Symfonia w bieli nr 1: dziewczyna w bieli, 1862, National Gallery of Art
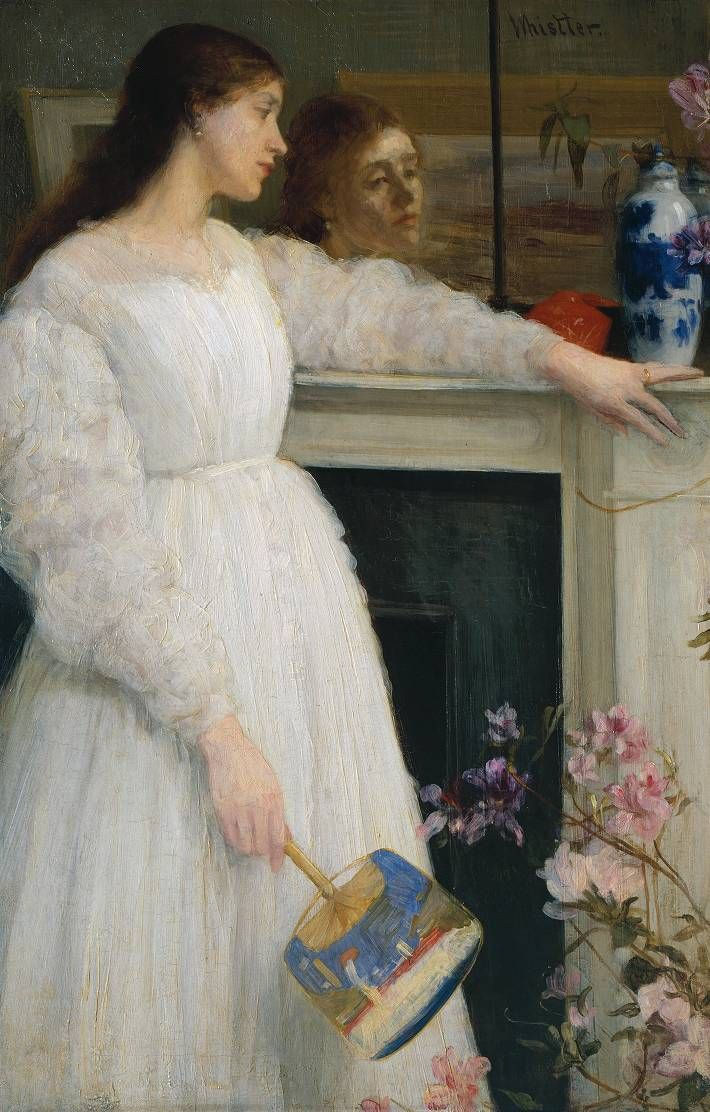
Symfonia w bieli nr 2: dziewczynka w bieli, 1864-64, Tate Britain
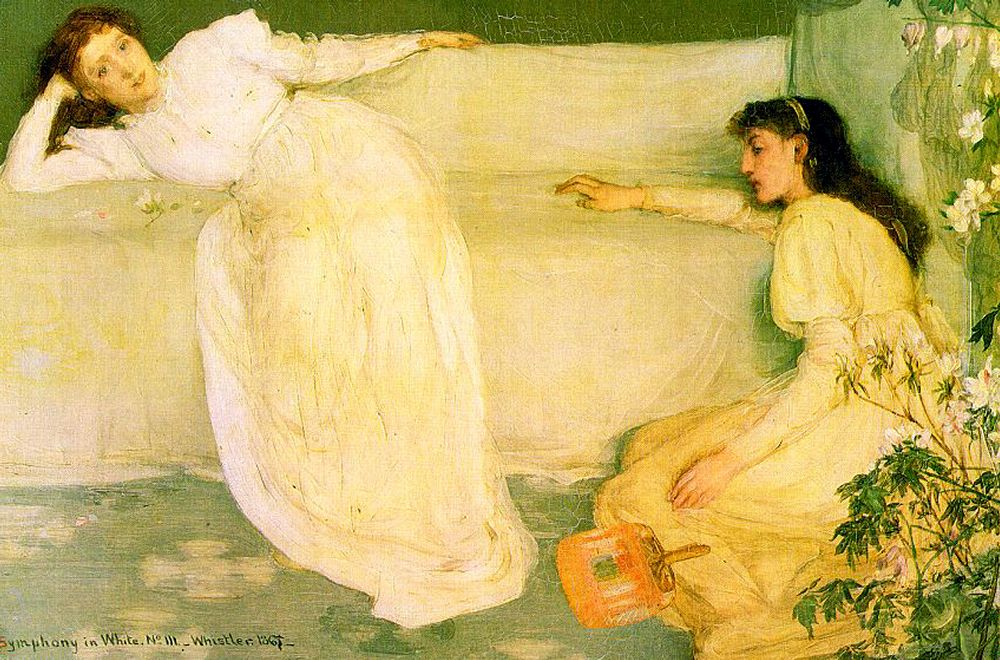
Symfonia w bieli nr 3, 1865-67, Barber Institute of Fine Arts
Matka Whistlera, 1871, Musée d’Orsay
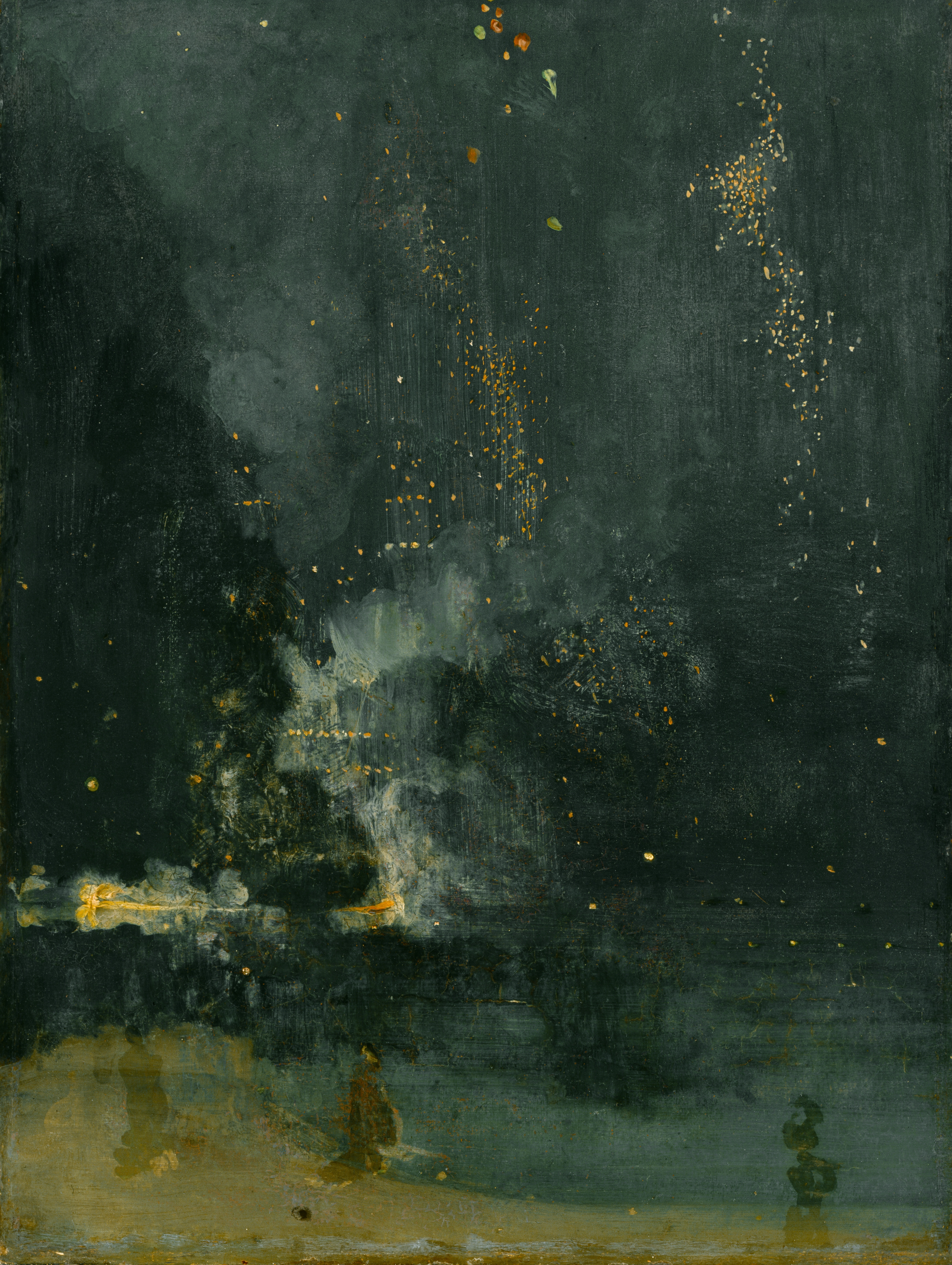
Nokturn w czerni i w złocie – spadająca raca, ok. 1872-1877, Detroit Institute of Arts
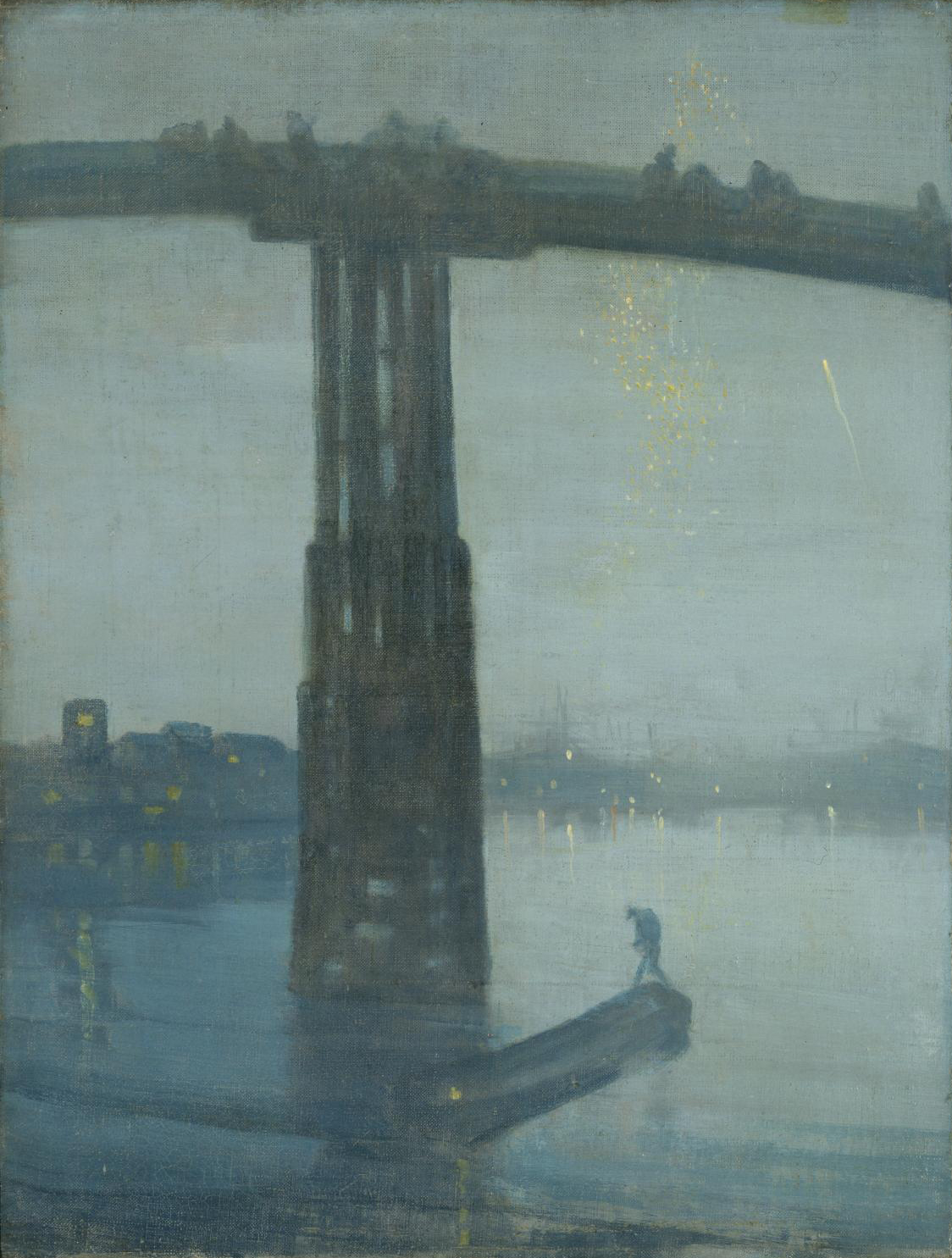
Nokturn w błękicie i złocie – stary Battersea Bridge, ok. 1872-1875, Tate Britain
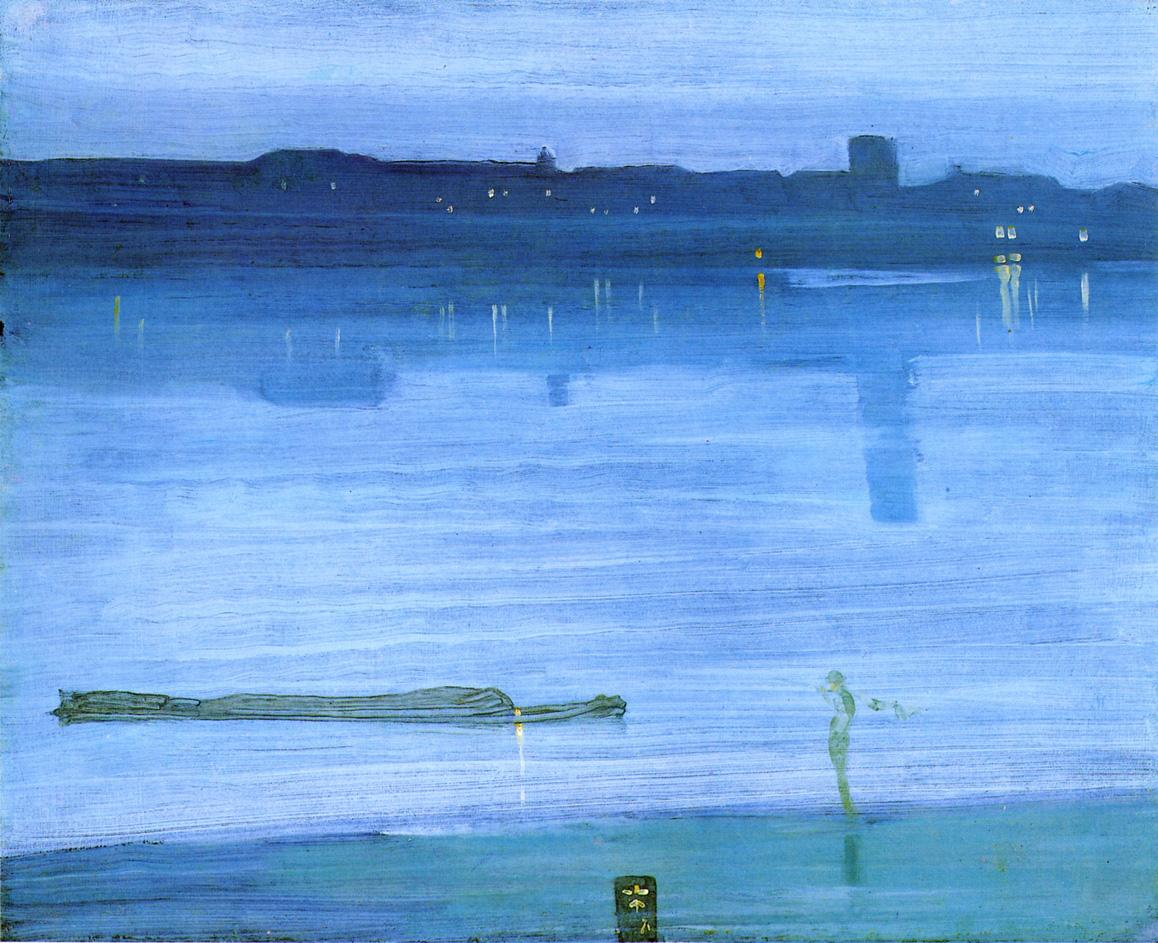
Nokturn w błękicie i srebrze – Chelsea, ok. 1871, Tate Britain